# Comunicazione organizzativa
La comunicazione organizzativa (o comunicazione integrata) è l'insieme di tutte le attività che un'impresa intraprende in diversi ambiti per inserirsi nel mercato, mantenere la sua posizione e creare un'immagine, coerentemente con i suoi obiettivi, verso il consumatore. Dopo il boom economico degli anni sessanta, la crescita esponenziale del mercato e della concorrenza ha messo in evidenza la necessità di farsi conoscere, di porre all'attenzione del utente finale il prodotto, la sua provenienza e dunque la sua qualità.

## Obiettivi
L'obiettivo della comunicazione organizzativa è il mutamento organizzativo. Poiché la comunicazione cambia a seconda del periodo storico, del contesto in cui l'azienda opera, dell'impianto giuridico, in base a fattori non sempre controllabili, tantomeno prevedibili, la funzione primaria della comunicazione organizzativa è coordinare in modo efficace gli strumenti di cui l'impresa si può servire per comunicare se stessa, con lo scopo di favorirne gli scambi con i suoi Stakeholders, cioè tutti coloro che hanno un qualche interesse nell'azienda. Gli strumenti più importanti che devono essere orchestrati sono:
- Direct marketing;
- Pubblicità;
- Promozione;
- Pubbliche relazioni;
- Sponsor.

## Piano comunicativo
La comunicazione organizzativa è utilizzata correntemente in pochi Paesi, specialmente in quelli in via di sviluppo come Brasile, India e Cina, oltre agli USA. Questo si spiega perché il loro processo di sviluppo è iniziato recentemente; non avendo mai sperimentato singolarmente la comunicazione d'impresa, le aziende dei Paesi emergenti si sono rivolte subito alla comunicazione organizzativa. In Italia è un procedimento ancora abbastanza raro, perché il sistema economico italiano si fonda su piccole - medie imprese, spesso a conduzione familiare, che hanno raramente, o addirittura mai, utilizzato la comunicazione.
Questo tipo di comunicazione per sua natura comprende diversi ambiti sia aziendali che esterni, per questo motivo le imprese stilano un piano comunicativo strategico, per definire tempi e modi della comunicazione. La funzione di questo piano è quella di avere sotto controllo tutte le forme di comunicazione d'impresa, organizzarle e coordinarle:
(Mauro Pecchenino)

### L'integratore
Per tenere sotto controllo l'esecuzione effettiva della strategia comunicativa approntata è nata recentemente una nuova figura professionale: l'integratore. Questa figura è stata presentata per la prima volta a Milano nei primi anni novanta:
(Mauro Pecchenino)
L'integratore è la persona che gestisce la comunicazione organizzativa a seconda dei tempi, del contesto in cui l'impresa opera e delle sue esigenze. In Italia, comunque, è un ruolo che possiamo trovare solo in aziende multinazionali perché ancora poco diffuso. Grazie alla sua presenza si riducono i costi per la comunicazione e non si disperdono energie quando non è necessario.

## Le forme della comunicazione organizzativa
Esistono varie forme e direzioni delle comunicazioni aziendali che possono essere considerate come le radici della comunicazione d'impresa:
1. Comunicazione interna: comprende tutte le attività comunicative che l'impresa svolge verso un pubblico noto e ben definito, composto da coloro hanno un ruolo nell'azienda.
2. Comunicazione esterna: insieme di attività dirette ai pubblici esterni e quindi al mercato.
3. Comunicazione volontaria: insieme di attività strategiche e pianificate per dare una buona opinione di sé, riposizionandosi o confermando il proprio ruolo nel mercato di riferimento.
4. Comunicazione involontaria: comprende gli eventi, le situazioni e i meccanismi che non sono voluti dall'impresa e che spesso risultano in contrasto con la comunicazione volontaria. A parità di condizioni, l'immagine involontaria prevale su quella volontaria.
5. Comunicazione di marketing: riferita al prodotto e alla sua distribuzione sul mercato.